# 桂明
桂明（1790－1860），孙佳氏，字镜泉，满洲镶红旗富明德佐领下人，皇子骑射师傅，祖上曾是年羹尧妻家包衣。道光五年随武隆阿出征张格尔叛乱，克服喀什噶尔立功。第一次鸦片战争，同珍妃祖父湖广总督裕泰赴安徽芜湖，防堵英军，擢湖北提督。历任四川、湖北、新疆、陕西提督。咸丰四年，清军北路大军主帅，同太平天国作战，克服武昌，后交由曾国藩节制。

## 生平履历
- 蓝翎长	嘉庆19年-嘉庆20年 嘉庆19年7月 皇上阅看步射，中矢五枝，赏蓝翎长 (第一历史档案馆奏折）
- 护军校	嘉庆20年-嘉庆22年 嘉庆20年放护军校
- 三等侍卫	嘉庆22年-道光1年 嘉庆22年赏三等侍卫
- 乾清门行走 嘉庆24年 皇上阅看，布靶中箭五枝，赏乾清门行走 (第一历史档案馆奏折）
- 二等侍卫	道光1年-道光3年 道光元年 赏二等侍卫、公中佐领、十五善射、上书房弓箭谙达
- 公中佐领(兼)	道光1年-道光3年
- 十五善射(兼)	道光1年-道光3年
- 上书房弓箭谙达(兼) 道光皇长子奕纬骑射师傅	道光1年-道光3年
- 山东补用参将	道光3年-道光7年 道光四年山东巡抚琦善保荐，捕杀蝗虫，委用參將桂明、游击托明阿稽查幫捕，不辭勞疼，並交部议叙
- 山东胶州协副将(署)	道光4年
- 山东文登[协](营)副将(署)	道光4年-道光5年
- 催趱接运漕粮出力 道光5年 河东河道总督张井等奏保举东省催趱接运漕粮出力各员，参将桂明弹压，水手人等安静畏法，赏加升副将衔
- 副将衔	道光5年
- 济南城守营参将(署)	道光5年
- 随山东巡抚武隆阿赴台湾（未行）道光6年
- 随武隆阿出师喀什噶尔委总理营务处	道光5年-道光7年
- 出师喀什噶尔 带奋勇马队前敌	道光5年-道光7年
- 克服喀什噶尔，杀贼多名，全获胜仗，平定张格尔叛乱，将军长龄等奏请奖赏桂明补授山东青州营参将，奉旨桂明赏戴花翎、御赐玉柄小刀一把、军政一等注册，改补德州营参将	道光7年
- 山东德州营参将	道光7年 程含章保荐
- 山东单县营参将	道光7年-道光13年 琦善、訥爾經額保荐 (第一历史档案馆奏折））
- 桂明军政一等注册 兵部带领引见	道光12年
- 山东临清协副将	道光13年 山东巡抚锺祥奏请桂明补授山东临清协副将
- 广东南雄协副将	道光16年-道光18年
- 署广东南韶连镇总兵	道光17年 两广总督邓廷桢奏请南雄协副将桂明，营伍晓畅，堪以委署广东南韶连镇总兵，又奏广东烟贩九起，鸦片流毒最甚，现署总兵桂明、署道吴秀良，才具颇可有为，办事亦俱结实，臣等公同商酌，复又加札责成该镇道，在于韶关上下督率员弁，昼夜巡查
- 广东广州协副将(署)	道光18年
- 入京仰蒙召見三次 道光18年
- 四川建昌镇总兵 全称镇守四川建昌等处地方提调汉土官兵军卫土司总兵官	道光18年-道光22年
- 四川提督(署)	道光18年-道光19年 成都将军兼署四川总督凯音布奏请总兵桂明署理四川提督，道光十九年四月丙寅内阁奉上谕军机大臣等寶兴奏夷匪出巢滋扰酌添防兵，雷波马边廳等处夷匪屡出扰害，令署四川提督桂明分派各兵周密而置竭力防范相机勦堵齐慎早晚
- 第一鸦片战争，桂明同湖广总督裕泰协助安徽巡抚程楙采防堵英军	道光22年 英夷闯入长江，势更猖獗，咽喉要地岂容逆贼逗留，前有旨令四川总兵桂明前赴安徽随同程楙采，办理防堵事务，并著裕泰飞咨四川，并湖北入川沿途地方，催令星驰前赴芜湖，毋稍稽缓。第一次鸦片战争四川总兵桂明奏：于八月二十七日抵芜湖，面晤抚臣。询知英夷虽已就抚，而犬羊反复，未敢一日忘战。奴才即于次日乘舟前赴东、西梁山及采石矶各防所，逐一查勘。
- 湖北提督 全称钦命提督湖北全省水陆军务节制各镇	从一品武官 道光22年-道光26年 道光二十二年谕旨四川总兵桂明带川军经湖北驰援安徽防堵英夷有功，升任湖北提督。
- 桂明奏为胞弟桂龄蒙恩补头等侍卫谢恩 道光23年
- 桂明进京陛见（第一历史档案馆）	道光25年 诰授从一品振威将军，钦赐四代一品封典，同年，桂明奏谢胞弟桂龄由头等侍卫补授四川夔州协副将、姊道光帝定贵人孙佳氏同恬嫔金棺一并奉移西陵。
- 桂明胞弟桂龄进京陛见 道光28年。
- 新疆提督 亦提督甘肃安西等处地方军务节制各镇驻札乌鲁木齐	道光30年-咸丰3年 桂明新疆提督任上督造枪炮，造抬枪完竣，分拨提镇各营。同时，旨派大员桂明秉公查办吐鲁番同知荣庆银两亏短，第一历史档案馆。
- 乌鲁木齐都统（乌鲁木齐提督兼署）咸丰2年 桂明暂代乐斌署乌鲁木齐都统 咸丰朝宫中档016791号：镇西厅同知许清贵与乌鲁木齐提督兼署都统桂明虽係儿女姻亲，无庸迴避。
- 陝西提督 亦提督陝甘固原等处地方节制各镇	咸丰3年-咸丰5年
- 陝西提督桂明派将兵兼习抬枪 咸丰3年 国立故宫博物院桂明传包事略记：咸丰3年-咸丰5年，桂明曾赴守潼关、武胜关，转战陕西、河南、河北、山东、湖北等地。
- 奏谢天恩赏赐荷包、银稞、银钱、莲籽等物盛装木匣，桂明捐军饷三千两奖叙，加五级从优，再给予纪录二次 咸丰3年。
- 河东河道总督长臻奏为遵旨严防河岸并兰仪口筹办情形，请桂明等协防北伐太平军，硃批：知道了，汝身任河督责无旁贷，自行严防办理，舒伦保饬赴豫楚迎剿，桂明已在山东军营打仗均不能改撤。咸丰4年4月。
- 桂明和弟桂龄等克复山东临清州 咸丰4年 提督桂明和弟桂龄在亲王僧格林沁、钦差大臣胜保麾下，同太平军北伐部队林凤祥、李开芳、北伐援军曾立昌作战。咸丰4年4月23日，钦差大臣胜保及将军善禄、提督桂明、桂明胞弟总兵桂龄、孔广顺等克复山东临清州，败曾立昌。胜保、桂明所率清军将曾立昌追赶到李官庄、清水镇；但4月26日，胜保、桂明因屡胜意满，清水镇军营竟被南撤北伐太平军曾立昌火烧。咸丰大怒，桂明前克复临清之功不予奖赏，连降四级，加恩留任陕西提督，带罪自效。5月，胜保、桂明在冠县迅速击败曾立昌。但因巡抚王庆云参奏丢失军饷，拔去花翎，带罪效劳驰赴湖北一带和湖廣總督杨霈、署湖北巡抚曾国藩等同太平军西征部队作战。其弟总兵桂龄无过失，克服山东临清有功获赏提督衔，桂明弟提督衔总兵桂龄随僧格林沁继续在连镇、冯官屯一带击败北伐太平军林凤祥、李开芳。
- 北路大军主帅，咸丰4年-咸丰5年 桂明带北路大军、塔齐布带南路大军、曾国藩率水师大军三路同太平军秦日纲、陈玉成等作战，咸丰4年10月和曾国藩等短暂攻占湖北黄州、蕲州、武昌等地。《洪杨战役亲历记》有：咸丰4年9月，曾国藩水师发武昌，塔齐布、罗泽南军循南岸，提督桂明与魁玉、杨昌泗军循北岸，败贼上巴河、蕲水等处，驻蕲州界岭，进攻曹家河。期间，先后转战湖北应山、孝感杨店、马溪河、长江埠、武汉黄陂、双庙、滠口至黄冈黄州。咸丰5年初，桂明因年老弛缓，文武官员自桂明以下交由曾国藩节制。咸丰5年4月后，桂明、桂龄兄弟俩皆病辞回旗。
- 病辞陕西提督 咸丰5年4月
- 卒 咸丰10年，大清国史人物列传及史馆档传包传稿：桂明传包有咸丰9年镶红旗满洲都统奏前任提督桂明未死尚在。《清代兵事典籍档册汇览》卷58《都下防军疏稿》奏折记载咸丰十年，英法联军入京，咸丰逃亡热河，京畿黄村迤南的薛家营（即今大兴庞各庄薛营村）回匪乘机作乱，前任固原提督桂明在北顿垡营家族墓地房屋居住（即今大兴庞各庄北顿垡村，桂明孙氏家族墓隔壁是钟音家族墓），九月三日，庞各庄薛营的回民勾结南路同知衙门的吏胥闯入其家族墓地房屋，抢劫金银财物，桂明夫妇和子工部主事达桑阿受伤。桂明夫妇受惊得病，十余日内相继身亡，桂明好友钦差大臣胜保派亲信头等侍卫祥恩（副都统衔，鈕祜祿氏吉伦泰之子，孝和睿皇后之侄）抓获匪徒，交由胜保手下候选道戴鸾翔审理，奏折称：乘英法联军入京混乱，回匪勾结南路同知衙门吏胥，竟在京城附近，入室抢劫曾任一品大员的财务，匪徒太猖狂，皆立即正法处死，咸丰帝硃批：知道了。

桂明作为武将，留世作品极少，《越巂厅全志》有时任四川建昌镇总兵桂明为道光二十年举人戴维城母崔氏题诗一首：懿哉賢母令德堪欽，松筠勵節冰雪為心；勤苦勗學勞逸垂箴，子登虎榜丕著徽音。

## 家族关联
- 天祖：孙齐或逊齐，内务府包衣，四品典仪，配奉天高氏（第一历史档案馆）。孙齐之女，嫁肃亲王豪格之子显亲王富綬为妾，其所生两女分别嫁伊爾根覺羅氏循贵妃高祖阿爾塞（海塞），镶黄旗富察氏一等男礼部尚书阿哈尼堪之子噶爾哈圖。亲王豪格家多人和孙氏联姻。孙齐之孙即桂明曾祖色恒额（塞亨额、色亨额）。顺治年间因政局变动，託恩多家族先后在多尔衮、阿济格、锡翰、豪格富绶、硕塞家服侍，频繁换主，几经易旗，直至康熙年间,托恩多父色恒额（塞亨额）入阿济格之孙宗室绰克託门下服侍才稳定，后照顾年羹尧继妻宗室氏。
- 曾祖：色恒额（1673-1770年）（《清实录》官方写法），亦色亨额、塞亨额（《钦定八旗通志》里写法）。《钦定八旗通志》记载：塞亨额，镶红旗包衣，年羹尧继妻家辅国公宗室綽克託（绝克堵）、苏燕、普照门下三等护卫、包衣管领。《清实录》记载，乾隆二十八年，上谕：托恩多之父色恒额年已九十，赐紫禁城骑马。他是跨越康雍乾三朝的长寿老人。《清宫内务府造办处档案》数条记载：孝圣宪皇太后、乾隆皇帝赏托恩多之父色亨额五爪龙缎、黄貂皮十张、玉朝珠一盘、御笔福字、大小荷包等。美国藏桂明滿漢诰命圣旨：道光二十五年十月十五日賜赠湖北提督桂明之曾祖父母色恒额、徐氏一品振威将军、一品夫人。
- 祖父：託恩多，乾隆朝重臣，太子太保，议政大臣，乾隆二十四年由包衣合族抬入镶红旗满洲。曾任江苏巡抚、广东巡抚兼两广总督、理藩院、兵、工、礼、户、吏部尚书、正黄旗满洲都统、九门提督等要职，乾隆三十三年被皇贵妃兄金简参劾私买高恒、普福官物革职。第一历史档案馆、《托恩多列传》。托恩多兄弟有果仁阿、珠尔翰、宜昌阿等。
- 弟：桂龄，亦名六十八，肃州总兵、署甘肃提督、喀什噶尔帮办领队大臣，曾参与平定新疆和卓倭里罕之乱立功，钦赐佛尔国春巴图鲁封号；后随兄桂明与太平军作战，克复山东临清州，加提督衔。桂龄为陕甘总督琦善、亲王僧格林沁属下。《清实录》、第一历史档案馆、人名权威资料库。
- 姐：道光帝定贵人、另一人嫁宗室索长阿后裔，见《爱新觉罗宗谱》。
- 姻亲：镇西厅同知許清貴（镶蓝旗满洲都统包衣汉军人，先祖三等男許得功、福建巡撫許嗣興，军机处档案、第一历史档案有許清貴和两位烏魯木齊提督兼都統桂明、業布冲額（業普崇額）皆兒女姻親）、尚书皁保（平反杨乃武与小白菜冤狱）兄弟松龄妻乃镇西厅同知許清貴之女；。
- 同旗：珍妃之祖父裕泰为镶红旗桂龄佐领下人（此桂龄不知是否为桂明弟桂龄同一人），道光二十二年，湖广总督裕泰举荐桂明升为从一品湖北提督。珍妃兄志锐曾任宁夏副都统，是桂明孙女婿宁夏将军台布的副手。
- 父：嗣父岳兴阿，拜唐阿、侍卫，第一历史档案馆有岳兴阿是两江总督萨载的连襟，娶正黄旗包衣富贵（富贵是萨载儿女亲家伊龄阿之父）佐领下人、举人官南陵知县为宝（亦为保、魏保）之妹乌拉那拉氏，即布颜第四子布准之长子喀尔喀玛的玄孙女，家族有清太宗继妃、康熙通嫔、惠妃。生父宜昇阿、母兴国 (乾隆进士)侄女赵氏、其家族和高诚、高晋家姻亲。
- 子侄：工部屯田司主事达桑阿、侍卫达春、护军校章京海隆、佐领海福、海明等。
- 孙女：故傳009163有提督孙佳氏桂明是镶红旗海福佐领下人。又宗室台布光緒五年《顺天乡试同年齿录》有台布嫡妻孙佳氏，是镶红旗满洲第三甲喇海福佐领下原护军校章京海隆公女、乙亥翻译举人全兴、笔帖式崇兴胞妹。又有《爱新觉罗宗谱》记载镶蓝旗宗室福錕之侄宗室毓莊嫡妻孙佳氏，乃全兴之女；又第一历史档案馆镶红旗海福佐领下孙佳氏嫁镶兰旗闲散觉罗朝俊（亦超俊，索長阿后裔）弟鸟枪护军孙佳法立。又有镶蓝旗宗室奕泉嫡妻孙佳氏为海明之女，综合可知此支孙佳氏在咸丰同治年间在镶红旗第三参领海福佐领下，海福、海隆、海明应该是兄弟。清末宁夏将军宗室台布是努尔哈赤十世孙，礼亲王代善后裔。台布长兄为清末盛京将军、成都将军岐元，次兄广州将军寿荫。《恩賜廕生同官齒錄》1875年。
- 孙：宁夏将军宗室台布嫡妻孙佳氏之胞兄全兴为乙亥翻译举人、镶红旗满洲同春佐龄下人，光绪帝满语老师（字懋汀，档案记光绪八年四月起充上书房满文谙达，部分资料将全兴误记为爱新觉罗氏，疑因其妹孙佳氏之夫台布为爱新觉罗氏），光绪十五年全兴因恭办光绪大婚典礼出力升户部郎中，后外放广西庆远府知府，见《清代官员档案数据库》；崇兴为监察御史（字立夫，人名权威资料将崇兴误记为爱新觉罗氏，疑因其妹孙佳氏之夫台布为爱新觉罗氏），后外放浙江衢州知府。在光绪年间，是镶红旗满洲同春佐领下人，见《清代官员档案数据库》。族孙忠振，举人，国子监助教。
- 曾孙女：《爱新觉罗宗谱》记载大学士宗室福錕兄弟恩福之子宗室毓莊的嫡妻孙佳氏，乃全兴之女。
- 友：总结清代奏折，桂明知遇琦善、訥爾經額（两人奏折曾保荐桂明）、亲王僧格林沁、将军胜保，密友钦差大臣托明阿、西安將軍舒倫保等、总督杨霈（桂明祖父託恩多和杨霈祖父杨廷璋同朝为官）。
- 属下：总结清代奏折，桂明属下有将军多隆阿、总兵孔广顺、总兵阎丕敏、山丹营游击兴贵、委参领景和、肃州营游击孙学瀛、署山丹营游击高如冈等。

## 评价
- 《清代人物传包》："桂明....镶红旗满洲海福佐领下...乾隆五十五年生...由护军于嘉庆十九年七月内赏戴蓝翎长，嘉庆二十年四月授护军校，二十二年二月授三等侍卫。道光元年二月授二等侍卫，九月兼授十五善射，简放上书房弓箭谙达（即皇长子奕纬骑射师傅）......三年十二月兵部带领引见，旨发往山东以参将差委.....四年山东一带捕打蝗蝻净尽，交部议叙加一级。五年催趱空重粮船，备历辛勤，水手畏法...道光六年随山东巡抚武隆阿入台湾...道光七年（新疆张格尔叛乱）七月二十三日在洋阿尔巴特地方与贼接仗，生擒三名；二十五日在沙布都尔地方与贼接仗，杀贼十三名，生擒一名；二十八日在阿瓦巴特地方与贼接仗，杀贼八名，生擒四名；二十九日在七里河与贼接仗一昼夜；三月初一日克服喀什噶尔，杀贼多名。全获胜仗，奉旨赏戴花翎、并赏玉柄小刀一把......是年八月军政一等注册。道光十六年旨授广州副将署南韶总兵，十八年旨授四川建昌总兵署四川提督。道光二十二年英夷滋事（第一次鸦片战争），旨派往芜湖防堵，旋奉旨授湖北提督......咸丰三年调补陕西提督时长毛贼（即太平天国）作乱，派赴潼关防堵，旋赴河南山东湖北等地带兵征剿，屡次斩擒...咸丰五年病辞...咸丰九年未死。"
- 总督李星沅日记：四川建昌镇总兵桂明，行八，旗人，如升提臣，西方可无事，记前署南镇时，曾一见之，慷慨劲直人也.....桂镇军负气多言，而勇敢不苟，操兵极严，建昌赖桂镇军而安，夷汉大渡河即天然界划.....桂明镇军从峨边来，谈悉防汛愈多，兵愈单弱，能集奇另户口以少就多，或百十家或五六十家自成村落，掘濠为沟，宽一丈，深一丈。即以其土筑堡，高约七八尺，厚四五尺，沟上架木又支两板为桥，各长六尺以通往来。
- 湖南布政使楊炳堃《楊中議公自訂年譜》:（乌鲁木齐提督）桂提軍明均來晤......中秋日，巴里坤領隊大臣孟定軒保來拜，午後到漢城晤桂提軍，遍觀提署西偏，有箭廳三楹，两廊皆書壁，備極精致，燦然可觀，出官兵目手筆，亦罕觀也......桂提軍修整箭道，为題楹，随书两聯付之。
- 两广总督王庆云《荆花馆日记》：桂军门明，行八，披豁与语，颇觉投分。武官粗而实爽，胜嗫嚅远甚。言抬枪可及二百步，与抬炮同，而运用灵便则过之，训士卒于技中练胆是也。自矢临敌必身先士卒，为将当如是矣。属余严谕各属乡团。此非旦夕事，诸务坌集，当分条下手，以冀有成。
- 谕军机大臣等前因高唐步队官兵不敷攻剿，谕令僧格林沁饬桂龄带兵一千余名，赴胜保军营，听候调遣。兹据僧格林沁等奏称桂龄在连镇南面扎营，扼要防堵，若一调动，恐南面空虚。
- 《曾国藩年谱》：曾国藩公与湖广总督杨霈会商进剿，分为三路：以塔齐布公统率湖南兵勇，进剿兴国、大治为南路，派提督桂明等领鄂省兵勇进剿蕲州、广济等处为北路，曾国藩自督水军浮江而下......曾国藩经朕畀以剿贼重任，事权不可不专，自桂明以下文武各员，均归节制，倘有不遵调遣，或迁延畏葸贻误事机者，即著该侍郎专衔参奏，以肃戎行。
- 《征信录》卷上：朝廷赫然震怒，特命惠親王爲奉命大將軍營涿州，以科沁親王僧格林沁爲參贊大臣，督兵𠞰捕於高唐連鎭屢獲捷，林鳯翔李開芳均就俘，餘眾斬馘殆盡，無幸逃者，他若都統勝公保敗賊於獨流鎭，提督桂公明敗賊於臨清州，知縣謝子澄敗賊於天津府，其致果皆爲世。

## 桂明桂龄宅
嘉庆至同治年间北京地契记载桂明、胞弟桂龄及子侄达春、海福，海福母伊尔根觉罗氏，与褚英後裔鑲紅旗第一族的宗室普齡及家人参领噶勒炳阿、王佳氏；褚英弟代善後裔克勤郡王庆惠第四子龄祺的亲家富玉（龄祺和富玉即艺人金业勤祖父和外祖父），交易位于北京宣武门内东太平街路北的房屋，即今天新文化街和东太平街之间。附近有镶红旗满洲都统衙门、克勤郡王府、曹雪芹好友敦敏在太平湖畔的槐园即桂明宅之西今西太平街、敦诚在宣武门内西单牌楼北甘石桥马尾胡同的住宅。太平街因附近太平湖得名，曹雪芹和密友宗室敦诚曾在太平湖、克勤郡王府附近经常活动。克勤郡王乃曹雪芹祖父曹寅亲家，桂明祖上乃曹寅母亲孙氏家族，桂明的曾祖色恒额（塞亨额）又是曹雪芹密友宗室敦诚曾祖宗室綽克託门下的护卫、包衣佐领管领。敦诚祖先英亲王阿济格犯事后，英亲王后裔被贬为庶民，一部分归入桂明曾祖父的镶红旗包衣管领下，直到乾隆年间才复入宗室。